# Kaplica Matki Boskiej Różańcowej w Bogucinie
Kaplica Matki Boskiej Różańcowej – katolicka kaplica filialna zlokalizowana w Bogucinie przy ul. Jodłowej. Należy do parafii NMP Niepokalanie Poczętej w Poznaniu (Główna).
Drewniana świątynia została wzniesiona w 1982 jako tymczasowa, na działce podarowanej na ten cel przez księdza Stefana Jankego (postać tę upamiętnia ulica przy kościele). Do budowy wykorzystano elementy składowe kaplicy przewiezione z poznańskiego Antoninka (kościół Ducha Świętego) – obiekt w Bogucinie obniżono i skrócono. Przewóz i montaż, odbył się siłami parafian pod kierownictwem Józefa Kukułki z Bogucina (parafianie również wyposażyli świątynię). 14 listopada 1982 obiekt poświęcił biskup Tadeusz Etter.
W latach 90. XX wieku rozpoczęto budowę groty maryjnej na terenie kościoła (przy dzwonnicy). Umieszczono weń figurę Matki Bożej Fatimskiej. Mniejsza, podobna, przywieziona z kościoła na Krzeptówkach w Zakopanem, znajduje się we wewnątrz świątyni.